# (22185) Štiavnica
(22185) Štiavnica, désignation internationale (22185) Stiavnica, est un astéroïde de la ceinture principale.

## Description
(22185) Stiavnica est un astéroïde de la ceinture principale. Il fut découvert le 29 décembre 2000 à l'observatoire d'Ondřejov par Ulrika Babiaková et Peter Kušnirák. Il présente une orbite caractérisée par un demi-grand axe de 3,20 UA, une excentricité de 0,01 et une inclinaison de 22,6° par rapport à l'écliptique.

## Compléments